# Ферран Жутгла
Ферран Жутгла (кат. Ferran Jutglà, нар. 1 лютого 1999, Сант-Жулья-де-Вілаторта) — каталонський та іспанський футболіст, нападник бельгійського клубу «Брюгге».
Виступав, зокрема, за клуб «Барселона».
Володар Суперкубка Бельгії.

## Ігрова кар'єра
Народився 1 лютого 1999 року в місті Сант-Жулья-де-Вілаторта. Вихованець юнацьких команд футбольних клубів «Еспаньйол» та «Валенсія».
У дорослому футболі дебютував 2017 року виступами за команду «Сант-Андреу», у якій провів два сезони, взявши участь у 47 матчах чемпіонату. 
Згодом з 2019 по 2022 рік грав у складі команд «Еспаньйол Б» та «Барселона Б».
11 грудня 2021 року Чаві викликав Феррана на тренування до клубу «Барселона».
12 грудня 2021 року Жутгла дебютував у складі «Барселони», замінивнши автора голу Абде Еззалзулі в матчі проти «Осасуни», що завершився з рахунком 2–2. Через шість днів, вийшовши у стартовому складі з перших хвилин, забив перший гол у домашній перемозі 3–2 над клубом «Ельче». 26 травня він оголосив про відхід із клубу у Twitter.
8 червня 2022 року «Брюгге» оголосив про підписання чотирирічної угоди з іспанцем. 17 липня дебютував у складі команди в Суперкубку Бельгії в перемоджній грі 1–0 проти «Гента». 13 вересня реалізував пенальті у виїзному матчі групового турніру Ліги чемпіонів проти «Порту» 4–0.

## Статистика виступів

### Статистика клубних виступів
| Команда           | Сезон             | Ліга                | Ліга | Ліга  | Національний кубок | Національний кубок | Європа | Європа | Інші | Інші  | Усього | Усього |
| Команда           | Сезон             | Дивізіон            | Ігор | Голів | Ігор               | Голів              | Ігор   | Голів  | Ігор | Голів | Ігор   | Голів  |
| ----------------- | ----------------- | ------------------- | ---- | ----- | ------------------ | ------------------ | ------ | ------ | ---- | ----- | ------ | ------ |
| «Сант-Андреу»     | 2017–18           | Терсера Дивізіон    | 8    | 1     | —                  | —                  | —      | —      | —    | —     | 8      | 1      |
| «Сант-Андреу»     | 2018–19           | Терсера Дивізіон    | 39   | 7     | 4                  | 0                  | —      | —      | —    | —     | 43     | 7      |
| «Сант-Андреу»     | Разом             | Разом               | 47   | 8     | 4                  | 0                  | —      | —      | —    | —     | 51     | 8      |
| «Еспаньйол Б»     | 2019–20           | Сегунда Дивізіон Б  | 24   | 7     | —                  | —                  | —      | —      | —    | —     | 24     | 7      |
| «Еспаньйол Б»     | 2020–21           | Сегунда Дивізіон Б  | 28   | 5     | —                  | —                  | —      | —      | —    | —     | 28     | 5      |
| «Еспаньйол Б»     | Разом             | Разом               | 52   | 12    | —                  | —                  | —      | —      | —    | —     | 52     | 12     |
| «Барселона Б»     | 2021–22           | Прімера Федерасьйон | 32   | 19    | —                  | —                  | —      | —      | —    | —     | 32     | 19     |
| «Барселона»       | 2021–22           | Ла-Ліга             | 6    | 1     | 2                  | 1                  | 0      | 0      | 1    | 0     | 9      | 2      |
| «Брюгге»          | 2022–23           | Ліга Жупіле         | 34   | 13    | 1                  | 0                  | 8      | 2      | 1    | 0     | 44     | 15     |
| Усього за кар'єру | Усього за кар'єру | Усього за кар'єру   | 171  | 53    | 7                  | 1                  | 8      | 2      | 2    | 0     | 188    | 56     |

1. ↑  Участь у Суперкубку Іспанії
2. ↑  Виступи в Лізі чемпіонів УЄФА
3. ↑  Участь у Суперкубку Бельгії

## Досягнення
«Брюгге»
- Володар Суперкубка Бельгії: 2022
- Чемпіон Бельгії: 2023–24
- Володар Кубка Бельгії: 2024–25

Особисті досягнення
- Гол сезону Жупіле Про Ліги: 2023–24[11]